# 앨릭스 존스

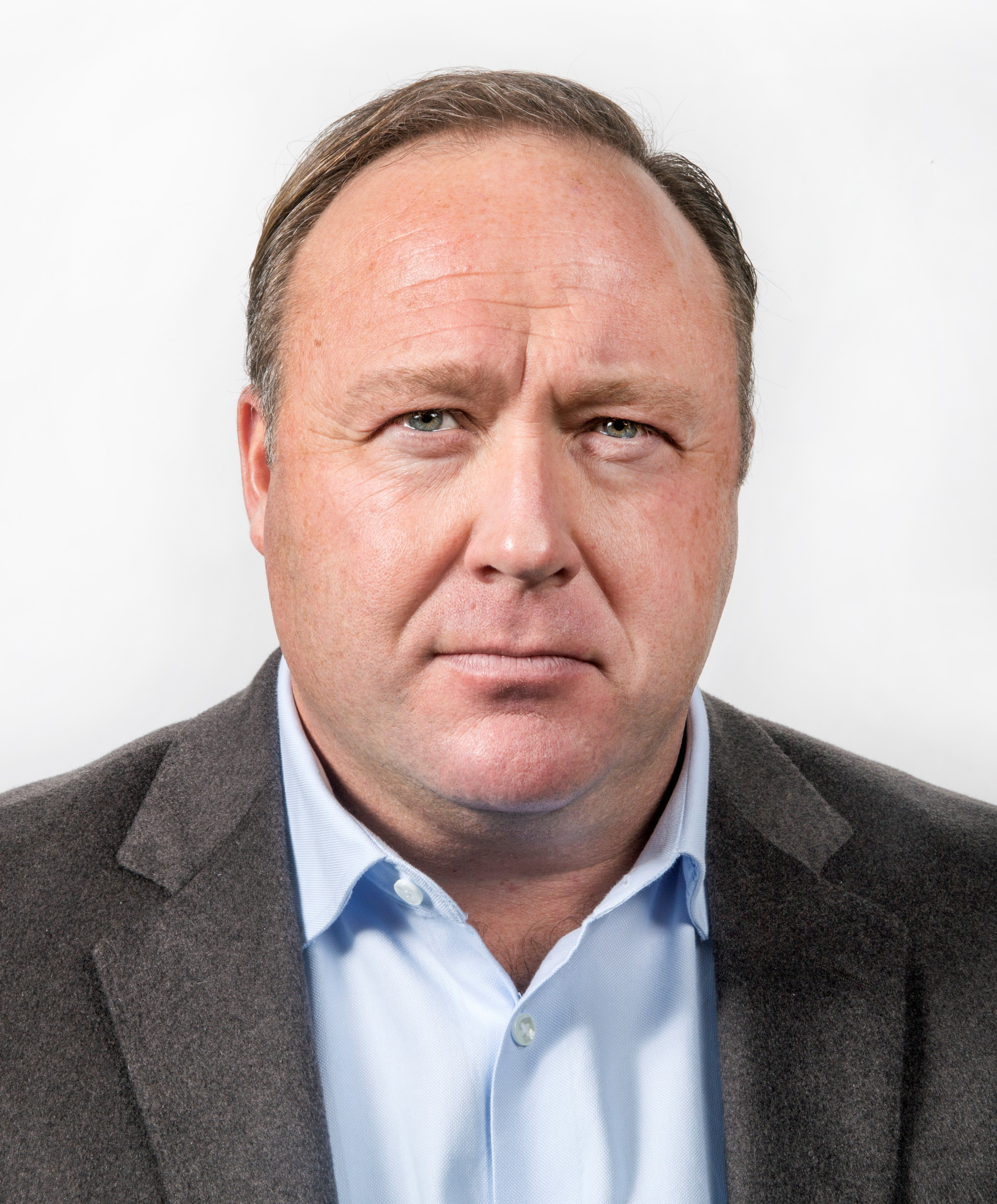

알렉산더 에머릭 존스(Alexander Emerick Jones, 1974년 2월 11일 ~ )는 미국의 라디오 쇼 호스트, 영화 제작자, 음모론자이다.

## 경력
9·11 테러 음모론, 우생학자에 의한 인구 감소 계획과 같은 다양한 음모론을 제기하였다. 1995년 오클라호마 폭탄 테러에 분명히 미국 정부가 관여하고있는 것을 규탄했다. 이후 미국의 테러리즘의 역사와 그것을 빌미로 총기 규제와 경찰의 강화를 도모하는 연방 정부의 공모 관계를 연구하기 시작하였다. 2001년 9월 11일 테러 공격 2개월 전에 자신의 라디오에서 미국의 군산 복합체가 오사마 빈 라덴과 알 카에다를 이용하여 자작 연출의 테러를 일으킬 것이라고 경고하며 의원에 "정부가 테러를 계획하고 있다는 것을 우리는 알고있다."고 청취자에게 호소하여, 예언적인 발언으로 화제가 된다. 2007년 9월 11일에는 뉴욕 맨해튼에서 9·11 진상 규명 운동에 참여하기도 하였다. 2011년 10월 월 가를 점령하라 운동의 일환으로 Occupy The Fed (연방 은행을 점거하라) 운동을 시작, 댈러스 연방 준비 은행 앞에서 항의 시위를 하고 은행의 독점과 같은 통화 발행권의 폐지를 호소했다.

## 매체

### 영화 출연
- 웨이킹 라이프 (2001) - 애니메이션
- 스캐너 다클리 (2006) - 애니메이션
- 루스 체인지 (2007) - 다큐멘터리